# NGC 6664
NGC 6664 (również OCL 68) – gromada otwarta znajdująca się w konstelacji Tarczy Sobieskiego. Odkrył ją 16 czerwca 1784 roku William Herschel. Część źródeł jako NGC 6664 identyfikuje inną pobliską gromadę, położoną bardziej na północ i oddaloną o ok. 3,8 tys. lat świetlnych od Słońca.